# پردازش سیگنال‌های صوتی

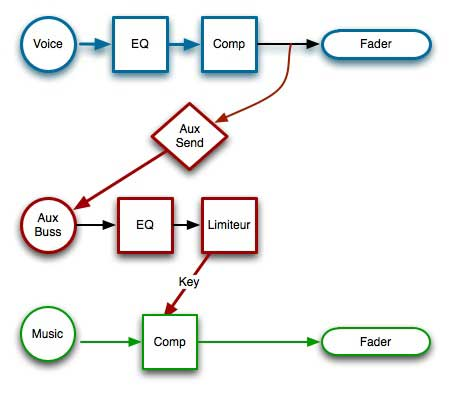
پردازش سیگنال صوتی

پردازش سیگنال صوتی (به انگلیسی: ،  Audio signal processing) زیرشاخه ای از پردازش سیگنال است که به دستکاری الکترونیکی سیگنال شنیداری مربوط می‌شود. سیگنال‌های صوتی نمایش‌های الکترونیکی موج صوتی-موج طولی که در هوا حرکت می‌کنند و متشکل از فشرده‌سازی و (امواج نادر | Rarefaction) هستند. انرژی موجود در سیگنال‌های صوتی معمولاً با دسی بل اندازه‌گیری می‌شود. از آنجایی که سیگنال‌های صوتی ممکن است در قالب سیگنال دیجیتال یا سیگنال آنالوگ نمایش داده شوند، پردازش ممکن است در هر دو حوزه انجام شود. پردازنده‌های آنالوگ مستقیماً روی سیگنال الکتریکی کار می‌کنند، در حالی که پردازنده‌های دیجیتال به صورت ریاضی بر روی نمایش دیجیتال آن کار می‌کنند.

## تاریخچه
انگیزه پردازش سیگنال صوتی در آغاز قرن بیستم با اختراعاتی مانند تلفن، گرامافون و رادیو شروع شد که امکان انتقال و ذخیره سیگنال‌های صوتی را فراهم می‌کرد. پردازش صدا برای پخش رادیویی ضروری بود، زیرا مشکلات زیادی در لینک فرستنده استودیو وجود داشت. تئوری پردازش سیگنال و کاربرد آن در صدا تا حد زیادی توسط آزمایشگاه‌های بل در اواسط قرن بیستم توسعه یافت. کارهای اولیه کلود شانون و هری نایکوئیست بر روی نظریه ارتباطات، قضیه نمونه‌برداری نایکوئیست–شنون و مدولاسیون کد پالس (PCM) پایه‌های این رشته را گذاشت. در سال ۱۹۵۷، مکس متیوز اولین کسی بود که صدا را از رایانه سینث‌سایزر کرد و موسیقی رایانه ای را به وجود آورد.
پیشرفت‌های عمده در کدگذاری صوتی دیجیتال و فشرده‌سازی داده‌های صوتی شامل مدولاسیون کد پالس تفاضلی (DPCM) توسط سی چاپین کاتلر در آزمایشگاه‌های بل در سال ۱۹۵۰ انجام شد. کدگذاری پیش‌بینی خطی (LPC) توسط فومیتادا ایتاکورا (دانشگاه ناگویای ژاپن) و شوزو سایتو (نیپون تلگراف اند تلفن ژاپن) در سال ۱۹۶۶،
کدگذاری تطبیقی DPCM (ADPCM) توسط پی. کامی‌سکی، نیکیل اس. جایانت و جیمز ال. فلاناگان در آزمایشگاه‌های بل در سال ۱۹۷۳،
کدگذاری تبدیل کسینوسی گسسته (DCT) توسط نصیر احمد، تی. ناتاراجان و ک. آر. رائو در سال ۱۹۷۴،
و کدگذاری تبدیل کسینوس گسسته اصلاح‌شده (MDCT) توسط جی. پی. پرینسن، آ. دابلیو. جانسون و آ. بی. برادلی در دانشگاه ساری در سال ۱۹۸۷ ارائه شده‌اند.
LPC پایه و اساس کدگذاری ادراکی است و به طور گسترده در کدگذاری گفتار استفاده می‌شود،
در حالی که کدگذاری MDCT به طور گسترده‌ای در فرمت‌های مدرن کدگذاری صوت مانند MP3 و کدگذاری صوتی پیشرفته (AAC) کاربرد دارد. 